# Oyrareingir
Oyrareingir település Feröer Streymoy nevű szigetén. Közigazgatásilag Tórshavn községhez tartozik.

## Földrajz
A sziget keleti partján, a Kollafjørður nevű fjord völgyében, a Kollafjarðardalurban fekszik. Mindössze néhány házból áll.

## Történelem
Első írásos említése 1584-ből származik.

## Népesség
| Év          | Lakosság |
| ----------- | -------- |
| 1986.01.01. | 15       |
| 1991.01.01. | 20       |
| 1996.01.01. | 25       |
| 2001.01.01. | 45       |
| 2006.01.01. | 45       |

## Közlekedés
A településen keresztül vezet a Tórshavnból és a keleti szigetek felől Vágarra vezető út. Két helyközi (100-as és 300-as) autóbuszvonal érinti.